# James Murray (Biologe)

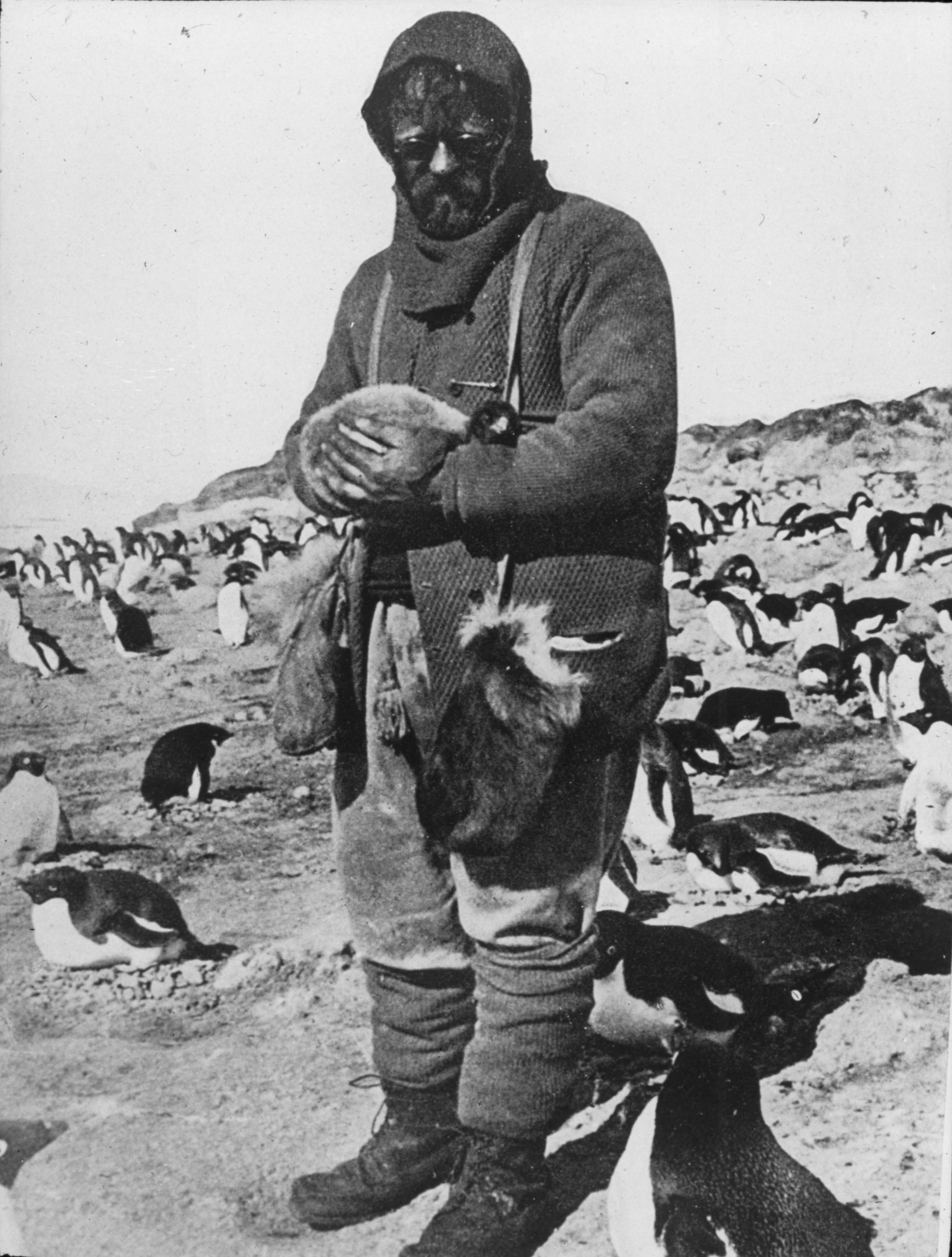
James Murray in einer Kolonie von Adeliepinguinen auf der Ross-Insel (1908)

James Murray (* 21. Juli 1865 in Glasgow, Schottland; † vermutlich im Februar 1914 nahe der Herald-Insel) war ein britischer Biologe und Polarforscher.

## Leben
Murray studierte zunächst Medizin, wechselte jedoch dann zur Bildhauerei an die Glasgow School of Art. Nach Reisen durch die Vereinigten Staaten und Festlandeuropa kehrte er nach Glasgow zurück, wo er als Mitglied der Glasgow Natural History Society wissenschaftliche Publikationen zur Flora und Fauna veröffentlichte. 1902 wurde Murray als Biologe zum Scottish Loch Survey berufen, um die Verbreitung von Bär- und Rädertierchen in schottischen Stillgewässern zu untersuchen.
Durch die Empfehlung von John Murray wurde der britische Polarforscher Ernest Shackleton auf ihn aufmerksam, der ihn als Teilnehmer für die Nimrod-Expedition (1907–1909) rekrutierte. In Abwesenheit der Mannschaftsteile, die Märsche zum geographischen und magnetischen Südpol unternahmen, wurde Murray Leiter des Basislagers der Expedition am Kap Royds auf der Ross-Insel. Er war an dem durch einen Schneesturm zur Aufgabe gezwungenen zweiten Erkundungsmarsch zum Mount Erebus beteiligt. Darüber hinaus waren seine wissenschaftlichen Arbeiten die ersten, in denen die antarktische Süßwasserfauna detailliert untersucht wurde. Murrays Schwerpunkt lag dabei in der Mikro- und Meiofauna der am Kap Royds befindlichen Seen, in denen er Arten von Bär- und Rädertierchen, Bauchhärlingen, Sonnentierchen sowie Faden- und Strudelwürmern nachgewiesen hatte. Für diese Verdienste wurde er mit der silbernen Ausfertigung der Polar Medal ausgezeichnet.
Nach seiner Rückkehr aus der Antarktis veröffentlichte er gemeinsam mit George Marston das Buch Antarctic Days, in denen er seine Erinnerungen an die Nimrod-Expedition festhielt. 1911 nahm er unter Percy Fawcett an einer Forschungsreise nach Südamerika zur Erkundung der Grenzregion zwischen Peru und Bolivien teil, von der er wegen gesundheitlicher Probleme vorzeitig abreisen musste. Die Expedition bildete die Vorlage für den Abenteuerfilm Die versunkene Stadt Z aus dem Jahr 2016, in dem Murray von Angus Macfadyen dargestellt wird.
Vilhjálmur Stefánsson wählte Murray als Teilnehmer an der Kanadischen Arktisexpedition (1913–1918) aus. Ziel dieser Forschungsreise war die Erkundung des Gebiets um die Parry-Inseln und die Errichtung einer Forschungsstation am Nordwestrand des kanadisch-arktischen Archipels. Das Transportschiff Karluk wurde jedoch im Packeis eingeschlossen und sank. Beim Versuch, ab dem 5. Februar 1914 gemeinsam mit Alistair Mackay, Henri Beuchat und dem Matrosen Stanley Morris über das Eis die Wrangel-Insel zu Fuß zu erreichen, ging er mit ihnen verschollen.
Nach James Murray ist der antarktische Mount Murray benannt.